# Mannezimmer
Mannezimmer ist eine Schweizer Sitcom mit 65 Episoden, die von 1997 bis 2001 im Schweizer Fernsehen ausgestrahlt wurde. Im Schnitt schauten 677’000 Zuschauer die Serie, was einem Marktanteil von 43,2 Prozent entsprach.

## Handlung
Die Sitcom dreht sich um die unfreiwillige Wohngemeinschaft von Erwin Imhof und Leo Matter. Erwin wollte eigentlich auf Weltreise und hat deshalb die Wohnung an Leo untervermietet, der einen Roman schreiben will und seinen Job als Journalist für ein Jahr aufgegeben hat. Leider kommt Erwin nicht weiter als bis zum Flughafen und nun wohnen die beiden zusammen in der für zwei Personen zu kleinen Wohnung.
Als weiterer Hauptcharakter fungiert die Ex-Freundin von Leo, Jasmin Wyss, die Leo aus der Studienzeit kennt. Jasmin hat den Job von Leo beim «Tagblatt» übernommen und kommt nun öfters zu Besuch, weil Leo vertraglich dazu verpflichtet ist, ihr bei der Arbeit zu helfen. Der Nachbarsjunge Röbi Flückiger ist Waise und wohnt bei seinem Onkel Willi, dem Hauswart. Er sieht in Erwin seinen Ziehvater, weil er aufrichtig und nett zu ihm ist. Zudem ist da noch die Nachbarin Frau Graber, die alles mitbekommt, was im Haus, auf der Strasse und im Quartier passiert.

## Produktion
Entwickelt wurde die Serie von Rolf Lappert und seinem Ko-Autoren Klaus Rohne. Videcom als Produktionsfirma arbeitete zuerst noch in ihrem Studio in Sitterdorf. Weil es dort zu eng wurde, zogen sie ins Studio Uster. An beiden Orten wurde vor Publikum gedreht, welches die Aufgabe hatte, bei jeder Pointe zu lachen. Diese «Lacher» wurden aufgenommen und ausgestrahlt.
Von 2015 bis 2016 wiederholte SRF 1 die Sitcom zum ersten Mal und veröffentlichte gleichzeitig alle Staffeln in einer DVD-Box.

## Gastauftritte
Verschiedene bekannte Schweizer Schauspieler und weitere Persönlichkeiten hatten Gastauftritte in einzelnen Folgen, unter anderen Stéphanie Berger, Vincenzo Biagi, Yangzom Brauen, Erich von Däniken, Nella Martinetti, Daniel Rohr, Trudi Roth, Elisabeth Schnell und Mona Vetsch.

## Episoden

### Staffel 1
| Nr. (ges.) | Nr. (St.) | Originaltitel                  | Erstausstrahlung CH |
| ---------- | --------- | ------------------------------ | ------------------- |
| 1          | 1         | Wältreis mit Hindernis         | 1997                |
| 2          | 2         | En wohltätige Abig             | 1997                |
| 3          | 3         | Überläbe isch alles            | 1997                |
| 4          | 4         | En Tag zum Abgwöhne            | 1997                |
| 5          | 5         | Z’wenig Wohnig für zwei        | 1997                |
| 6          | 6         | Es intergalaktisches Interview | 1997                |
| 7          | 7         | Liebesgedicht uf Abwäge        | 1997                |

### Staffel 2
| Nr. (ges.) | Nr. (St.) | Originaltitel             | Erstausstrahlung CH | Regie                |
| ---------- | --------- | ------------------------- | ------------------- | -------------------- |
| 8          | 1         | E ganz neui Siite         | 15. Mai 1998        | Michael H. Zens      |
| 9          | 2         | Jensits vo Afrika         | 22. Mai 1998        | Michael H. Zens      |
| 10         | 3         | Familie uf Abruef         | 29. Mai 1998        | Michael H. Zens      |
| 11         | 4         | Neui Schale, alte Chern   | 12. Juni 1998       | Michael H. Zens      |
| 12         | 5         | Muetterg’fühl             | 19. Juni 1998       | Michael H. Zens      |
| 13         | 6         | De Erwin isch für alli da | 26. Juni 1998       | Michael H. Zens      |
| 14         | 7         | Falsches Lob für de Leo   | 3. Juli 1998        | Michael H. Zens      |
| 15         | 8         | E bäumigi Sach            | 28. Aug. 1998       | Michael H. Zens      |
| 16         | 9         | En Promi gseht rot        | 11. Sep. 1998       | Stefan Huber         |
| 17         | 10        | Zwei Manne im Schnee      | 18. Sep. 1998       | Norbert Schultze Jr. |
| 18         | 11        | Weichi Chnüü              | 25. Sep. 1998       | Stefan Huber         |
| 19         | 12        | S Boot isch voll          | 2. Okt. 1998        | Norbert Schultze Jr. |
| 20         | 13        | Haarigi Ziite             | 9. Okt. 1998        | Norbert Schultze Jr. |
| 21         | 14        | Mamma mia!                | 16. Okt. 1998       | Stefan Huber         |

### Staffel 3
| Nr. (ges.) | Nr. (St.) | Originaltitel         | Erstausstrahlung CH | Regie                 |
| ---------- | --------- | --------------------- | ------------------- | --------------------- |
| 22         | 1         | Kasseschturz!         | 9. Apr. 1999        | Michael H. Zens       |
| 23         | 2         | E komischi Erschiinig | 16. Apr. 1999       | Michael H. Zens       |
| 24         | 3         | De Ladehüeter         | 23. Apr. 1999       | Michael H. Zens       |
| 25         | 4         | De Puppe-Mord         | 30. Apr. 1999       | Franziska Meyer Price |
| 26         | 5         | S’ Wundermitteli      | 14. Mai 1999        | Franziska Meyer Price |
| 27         | 6         | Herzflattere          | 21. Mai 1999        | Franziska Meyer Price |
| 28         | 7         | Operation Naseflügeli | 28. Mai 1999        | Franziska Meyer Price |
| 29         | 8         | E chliine Sunneschiin | 4. Juni 1999        | Franziska Meyer Price |
| 30         | 9         | E Nelke im Chnopfloch | 18. Juni 1999       | Franziska Meyer Price |
| 31         | 10        | Chäsablanca           | 25. Juni 1999       | Stefan Huber          |
| 32         | 11        | Fascht e Familie      | 2. Juli 1999        | Stefan Huber          |
| 33         | 12        | E heissi Affäre       | 12. Nov. 1999       | Stefan Huber          |
| 34         | 13        | Wahlchrampf           | 19. Nov. 1999       | Stefan Huber          |
| 35         | 14        | Känned mir eus?       | 26. Nov. 1999       | Stefan Huber          |
| 36         | 15        | Wer isch de Boss?     | 10. Dez. 1999       | Rudolf E. Pieper      |
| 37         | 16        | Es Wiehnachtsmärli    | 17. Dez. 1999       | Rudolf E. Pieper      |
| 38         | 17        | Säg d’Wahrheit        | 7. Jan. 2000        | Rudolf E. Pieper      |
| 39         | 18        | Schlussverchauf       | 14. Jan. 2000       | Rudolf E. Pieper      |

### Staffel 4
| Nr. (ges.) | Nr. (St.) | Originaltitel                | Erstausstrahlung CH | Regie                 |
| ---------- | --------- | ---------------------------- | ------------------- | --------------------- |
| 40         | 1         | Letschts Kapitel             | 8. Sep. 2000        | Stefan Huber          |
| 41         | 2         | Under de Huube               | 15. Sep. 2000       | Stefan Huber          |
| 42         | 3         | Konkurränz beläbt’s G’schäft | 22. Sep. 2000       | Franziska Meyer Price |
| 43         | 4         | De dopplet Erwin             | 29. Sep. 2000       | Stefan Huber          |
| 44         | 5         | D’Stäge zum Ruhm             | 13. Okt. 2000       | Franziska Meyer Price |
| 45         | 6         | Warmi Verhältnis             | 20. Okt. 2000       | Stefan Huber          |
| 46         | 7         | S erschte Mal                | 27. Okt. 2000       | Franziska Meyer Price |
| 47         | 8         | Zwüsched Afrika und Erika    | 10. Nov. 2000       | Stefan Huber          |
| 48         | 9         | Vil Rauch um nüüt            | 17. Nov. 2000       | Franziska Meyer Price |
| 49         | 10        | Sunne, Schnee und Schtriit   | 24. Nov. 2000       | Franziska Meyer Price |
| 50         | 11        | Samschtigs Jass              | 8. Dez. 2000        | Franziska Meyer Price |
| 51         | 12        | De Usrutscher                | 15. Dez. 2000       | Franziska Meyer Price |
| 52         | 13        | Himmlische Bsuech            | 22. Dez. 2000       | Stefan Huber          |

### Staffel 5
| Nr. (ges.) | Nr. (St.) | Originaltitel               | Erstausstrahlung CH | Regie           |
| ---------- | --------- | --------------------------- | ------------------- | --------------- |
| 53         | 1         | Bläch- und anderi Schäde    | 24. Aug. 2001       | Stefan Huber    |
| 54         | 2         | Und ewig hinkt de Fuess     | 31. Aug. 2001       | Stefan Huber    |
| 55         | 3         | Riiche Röbi, arme Leo       | 14. Sep. 2001       | Michael Werlin  |
| 56         | 4         | En Artikel mit Biss         | 21. Sep. 2001       | Michael Werlin  |
| 57         | 5         | Jetzt wird’s äng            | 28. Sep. 2001       | Michael H. Zens |
| 58         | 6         | Vo Mänsche und Nasebäre     | 19. Okt. 2001       | Stefan Huber    |
| 59         | 7         | En g’suechte Maa            | 26. Okt. 2001       | Michael Werlin  |
| 60         | 8         | Luuter Helde                | 2. Nov. 2001        | Michael H. Zens |
| 61         | 9         | En Schlag i’s G’sicht       | 16. Nov. 2001       | Michael H. Zens |
| 62         | 10        | Langi Finger                | 23. Nov. 2001       | Stefan Huber    |
| 63         | 11        | Alli under eim Dach         | 30. Nov. 2001       | Michael H. Zens |
| 64         | 12        | En schlächte Iifluss        | 14. Dez. 2001       | Stefan Huber    |
| 65         | 13        | Hochziit, Horror, Happy End | 21. Dez. 2001       | Michael H. Zens |